# جيمي جورج
جيمي جورج (8 مارس 1955 في الهند - 30 نوفمبر 1987 في إيطاليا) هو لاعب كرة طائرة الهند في مركز ضارب خارجي ‏. شارك في دورة الألعاب الآسيوية 1986 ودورة الألعاب الآسيوية 1978 ودورة الألعاب الآسيوية 1974.

## وصلات خارجية
- جيمي جورج على موقع دوري الدرجة الأولى الإيطالي للكرة الطائرة - رجال (الإيطالية)